# Glenn Youngkin
Glenn Allen Youngkin (Richmond, Virginia; 9 de diciembre de 1966) es un empresario y político estadounidense, actual gobernador del estado de Virginia desde el 15 de enero de 2022. 
Antes de ingresar a la política, pasó 25 años en la firma de capital privado The Carlyle Group, y luego se convirtió en su CEO. Renunció al Carlyle Group en septiembre de 2020 y anunció su candidatura para las elecciones a gobernador de Virginia de 2021 en enero de 2021. Youngkin ganó la nominación del Partido Republicano a gobernador el 10 de mayo de 2021 y derrotó al candidato del Partido Demócrata, el exgobernador Terry McAuliffe en las elecciones generales el 2 de noviembre con una ventaja de dos puntos.

## Primeros años y educación
Youngkin nació en Richmond, Virginia. Es hijo de Ellis (de soltera Quinn) y Carroll Wayne Youngkin. Su padre jugó baloncesto en la Universidad de Duke y trabajó en contabilidad y finanzas. Cuando Youngkin era un adolescente, la familia se mudó de Richmond a Virginia Beach. Asistió a la Norfolk Academy en Norfolk, Virginia, y se graduó en 1985. Recibió numerosos honores de baloncesto de la escuela secundaria.
Youngkin asistió a Rice University con una beca de baloncesto, jugando cuatro temporadas de la División I de la NCAA con el baloncesto masculino de Rice Owls en la Southwest Conference, donde sumó 82 puntos y 67 rebotes en su carrera. En 1990, se graduó con una licenciatura en estudios de gestión y una licenciatura en ingeniería mecánica. Obtuvo una Maestría en Administración de Empresas (MBA) de la Escuela de Negocios de Harvard en 1994.

## Carrera

### Carrera temprana
Después de graduarse de Rice en 1990, Youngkin se unió al banco de inversión First Boston, donde manejó fusiones y adquisiciones y financiamiento del mercado de capitales. La empresa fue comprada por Credit Suisse y se convirtió en Credit Suisse First Boston; Youngkin se fue en 1992 para seguir una maestría.
En 1994, tras recibir su MBA, se incorporó a la consultora de gestión McKinsey & Company.

### Carlyle Group
En agosto de 1995, Youngkin se unió a la firma de capital privado The Carlyle Group, con sede en Washington D. C., inicialmente como miembro del equipo de adquisiciones de Estados Unidos. En 1999, fue nombrado socio y director gerente de Carlyle. Dirigió el equipo de adquisiciones de la empresa en el Reino Unido (2000-2005) y el equipo de inversión del sector industrial global (2005-2008), dividiendo su tiempo entre Londres y Washington.
Youngkin jugó un papel importante en la publicación de Carlyle, supervisando la oferta pública inicial.
En junio de 2014, se convirtió en copresidente y codirector de operaciones con Michael J. Cavanagh, quien se unió al Grupo Carlyle procedente de JPMorgan Chase. Youngkin se convirtió en mayo de 2015 en presidente y director de operaciones de Carlyle tras la ida de Cavanagh. En octubre de 2017, Carlyle Group anunció que sus fundadores seguirían siendo presidentes ejecutivos de la junta directiva, pero dejarían de ser los líderes diarios de la firma; nombraron a Youngkin y Kewsong Lee para sucederlos, como codirectores ejecutivos, a partir del 1 de enero de 2018.
En julio de 2020, Youngkin anunció que se retiraría del Carlyle Group a fines de septiembre de 2020, y manifestó su intención de centrarse en los esfuerzos de servicio público y comunitario.

## Carrera política

### Elecciones de gobernador de 2021
En enero de 2021, Youngkin anunció que buscaría la nominación del Partido Republicano para gobernador de Virginia. Candidato a una elección por primera vez, la riqueza personal de Youngkin le dio la capacidad de autofinanciar su candidatura, y gastó al menos $ 5,5 millones de su propio dinero en su campaña primaria.
Youngkin ganó la convención estatal del Partido Republicano de Virginia el 10 de mayo de 2021, después de múltiples rondas de votación por clasificación en 39 ubicaciones en todo el estado, convirtiéndose en el candidato del partido para gobernador de Virginia. Derrotó a otros seis candidatos.